# Kirche Kunnersdorf

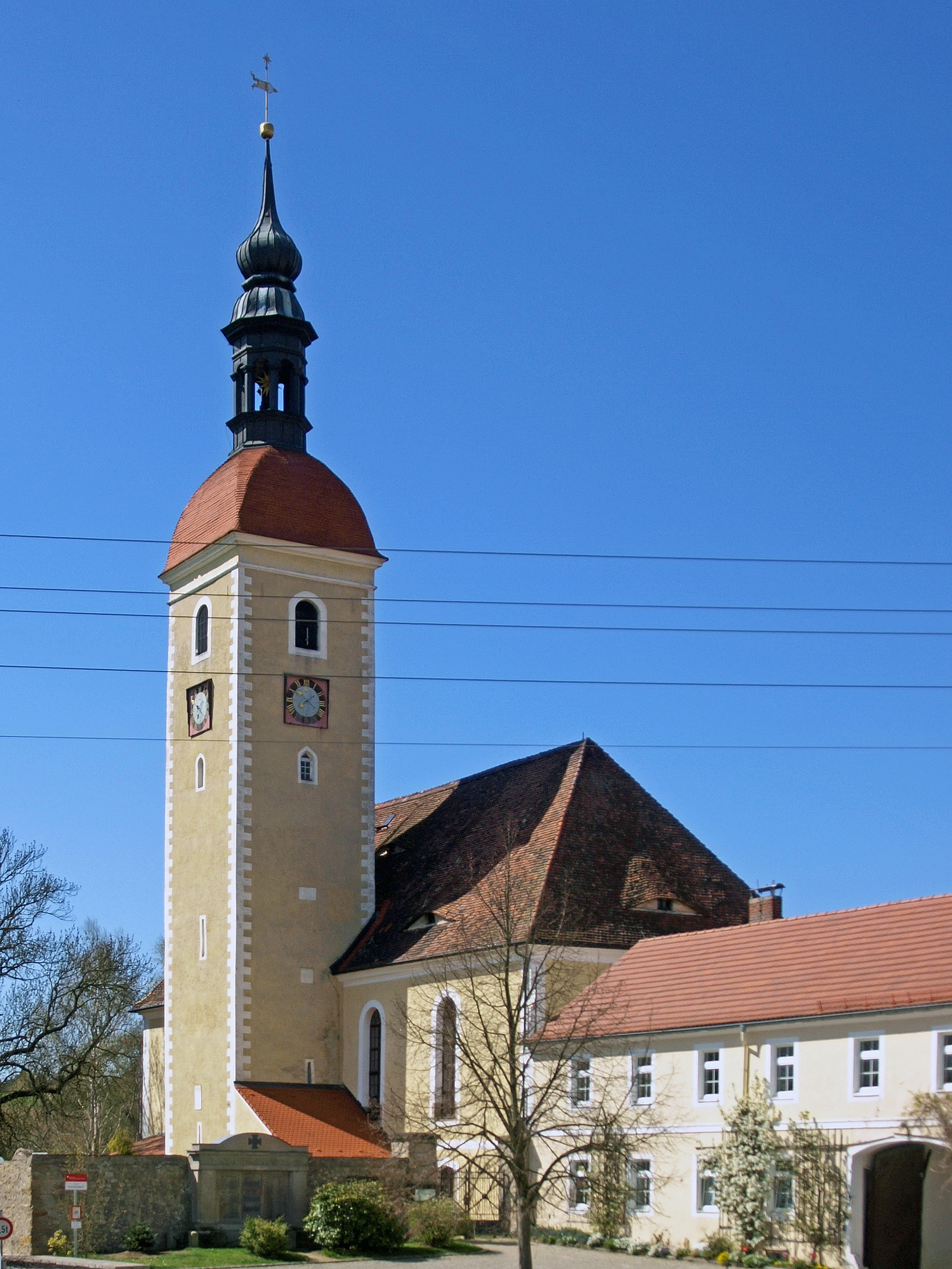
Kirche Kunnersdorf neben dem Gerichtskretscham (2015)

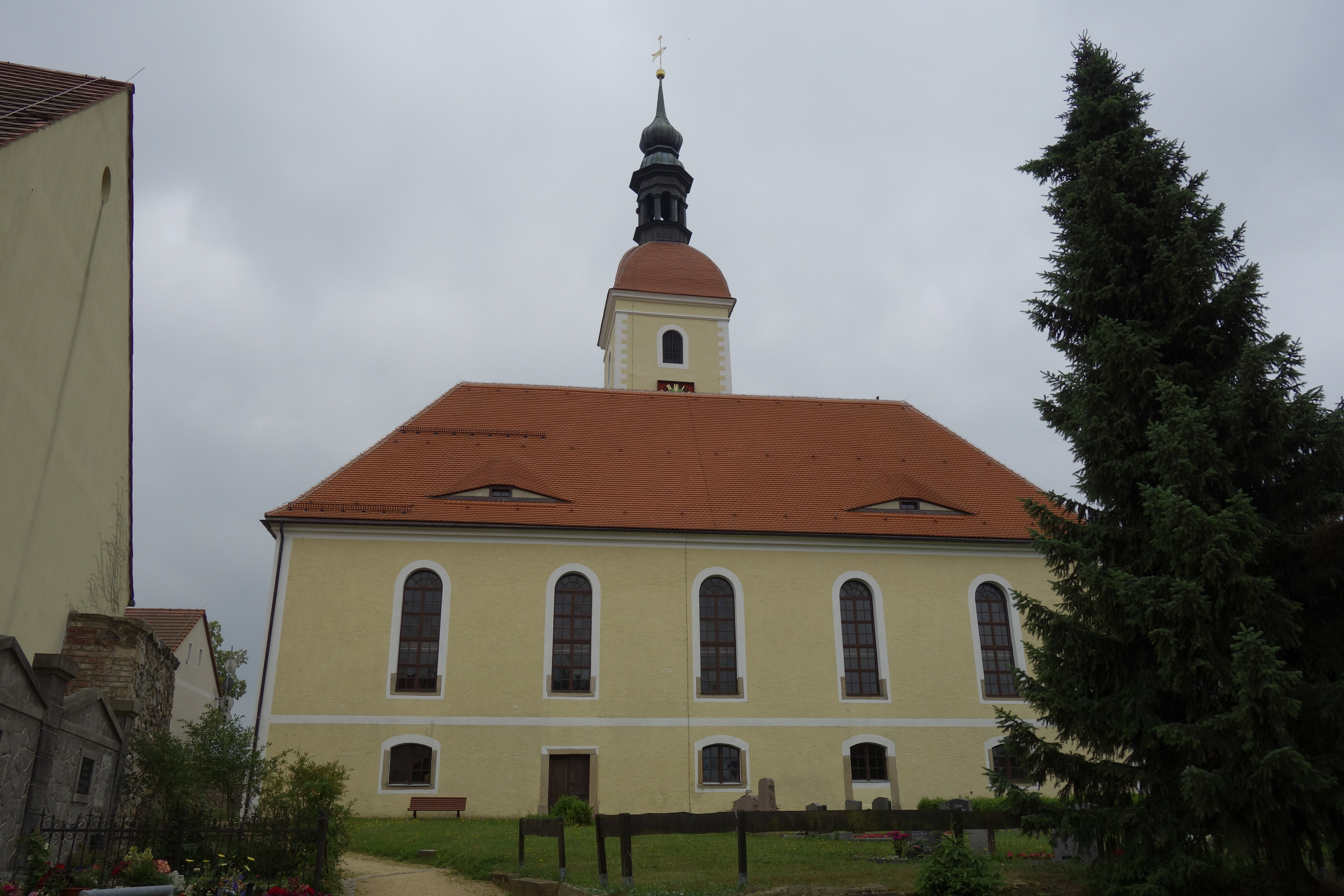
Kirchenschiff (2018)

Die Kirche Kunnersdorf ist das Kirchengebäude im Ortsteil Kunnersdorf der Gemeinde Schöpstal im Landkreis Görlitz in der sächsischen Oberlausitz. Es gehört der Kirchengemeinde Kunnersdorf im Kirchenkreis Schlesische Oberlausitz, der Teil der Evangelischen Kirche Berlin-Brandenburg-schlesische Oberlausitz ist. Die Kirche steht aufgrund ihrer bau- und ortsgeschichtlichen Bedeutung unter Denkmalschutz.

## Architektur und Geschichte
Die Kunnersdorfer Kirche wurde zwischen 1788 und 1791 an Stelle eines Vorgängerbaus errichtet und ist eine große schmucklose Saalkirche. Der Turm wurde 1992 restauriert, 2016 wurde das Dach neu gedeckt. Das Langhaus ist ein fünfachsiger Rechteckbau mit großen zweigeschossigen Rundbogenfenstern. An der Nordseite der Kirche befinden sich im Erdgeschoss kleine mit Segmentbögen abgeschlossene Fenster sowie ein Eingangsportal. Das Langhaus ist mit einem hohen Walmdach mit Fledermausgauben überzogen. An der Südwand ist in der Mittelachse ein eingezogener und sehr hoher Turm angebaut. Der Turm hat eine angeputzte Eckquaderung, abgeschlossen wird der Turm durch eine Schweifhaube mit einer offenen achteckigen Laterne. Am Turm sind eine kleine Vorhalle und eine eingeschossige Sakristei mit segmentbogigen Eingangsportalen angebaut.
Der Saal der Kirche ist schlicht und flach gedeckt, an den Wänden steht eine umlaufende zweigeschossige Empore. Die Ausstattung der Kirche stammt überwiegend aus der Bauzeit. Der mächtige hölzerne Kanzelaltar ist mit kannelierten Halbsäulen und Kompositkapitellen versehen. Über dem Altartisch steht eine tulpenförmige Kanzel mit flachem Schalldeckel. Das Taufbecken ist aus Sandstein gefertigt. Die Orgel wurde vermutlich von Gustav Heinze gebaut.

## Kirchengemeinde
Der Vorgängerbau der heutigen Kunnersdorfer Kirche war eine Filialkapelle der Ebersbacher Kirche St. Barbara. Nach Einführung der Reformation um 1545 wurde Kunnersdorf zur Pfarrei erhoben. Zur Kirchengemeinde gehören neben Kunnersdorf noch die Orte Liebstein, Siebenhufen und Torga.
Trotz seiner Lage in unmittelbarer Nähe zur Stadt Görlitz wurde die Kirchengemeinde Kunnersdorf im Jahr 1818 dem Kirchenkreis Rothenburg I unterstellt. Somit gehörte Kunnersdorf bis 1945 zur Evangelischen Landeskirche der älteren Provinzen Preußens und danach zur Evangelischen Kirche in Schlesien, die später in Evangelische Kirche der schlesischen Oberlausitz umbenannt wurde. Der Kirchenkreis Rothenburg I verlegte 1949 seine Superintendentur und trug fortan den Namen Kirchenkreis Niesky. 1975 wurde die Kirchengemeinde in den Kirchenkreis Görlitz umgegliedert. Seit dem 1. Januar 2004 gehört die Kirchengemeinde Kunnersdorf zur Evangelischen Kirche Berlin-Brandenburg-schlesische Oberlausitz. 2007 fusionierten die Kirchenkreise Görlitz, Niesky und Weißwasser zum Kirchenkreis Niederschlesische Oberlausitz, der wiederum 2014 im Kirchenkreis Schlesische Oberlausitz aufging. Die Kirchengemeinde Kunnersdorf ist seit 2017 mit den Kirchengemeinden Ebersbach, Ludwigsdorf und Zodel im Pfarrsprengel Ev. an Schöps und Neiße organisiert.